# Eugryllacris malaccensis
Eugryllacris malaccensis är en insektsart som först beskrevs av Griffini 1908.  Eugryllacris malaccensis ingår i släktet Eugryllacris och familjen Gryllacrididae. Inga underarter finns listade i Catalogue of Life.